# Blanquete
Se llamaba blanquete a un afeite que empleaban las mujeres para blanquearse el cutis.
Uno muy popular era el compuesto de óxido de cinc y creta de Brianzón, mezclado con agua o alcohol perfumado y era frecuente también el blanquete en el que entraba el albayalde pulverizado y tamizado, disuelto en una solución de goma tragacanto. El óxido de cinc y el albayalde, sustancias altamente venenosas, se absorben por la piel y además de las irritaciones cutáneas pueden provocar trastornos en la salud. Para evitar estos inconvenientes  se usaba también el compuesto de subnitrato de bismuto y creta de Brianzón, pero por la suavidad, blancura y belleza que comunica al cutis se recomendaba un glicerolado de subnitrato de bismuto al que se agregaba un poco de bórax y unas gotas de esencia para perfumarlo.
De todas formas todos ellos acababan por perjudicar la salud.